# Neustraße (Herzogenrath)

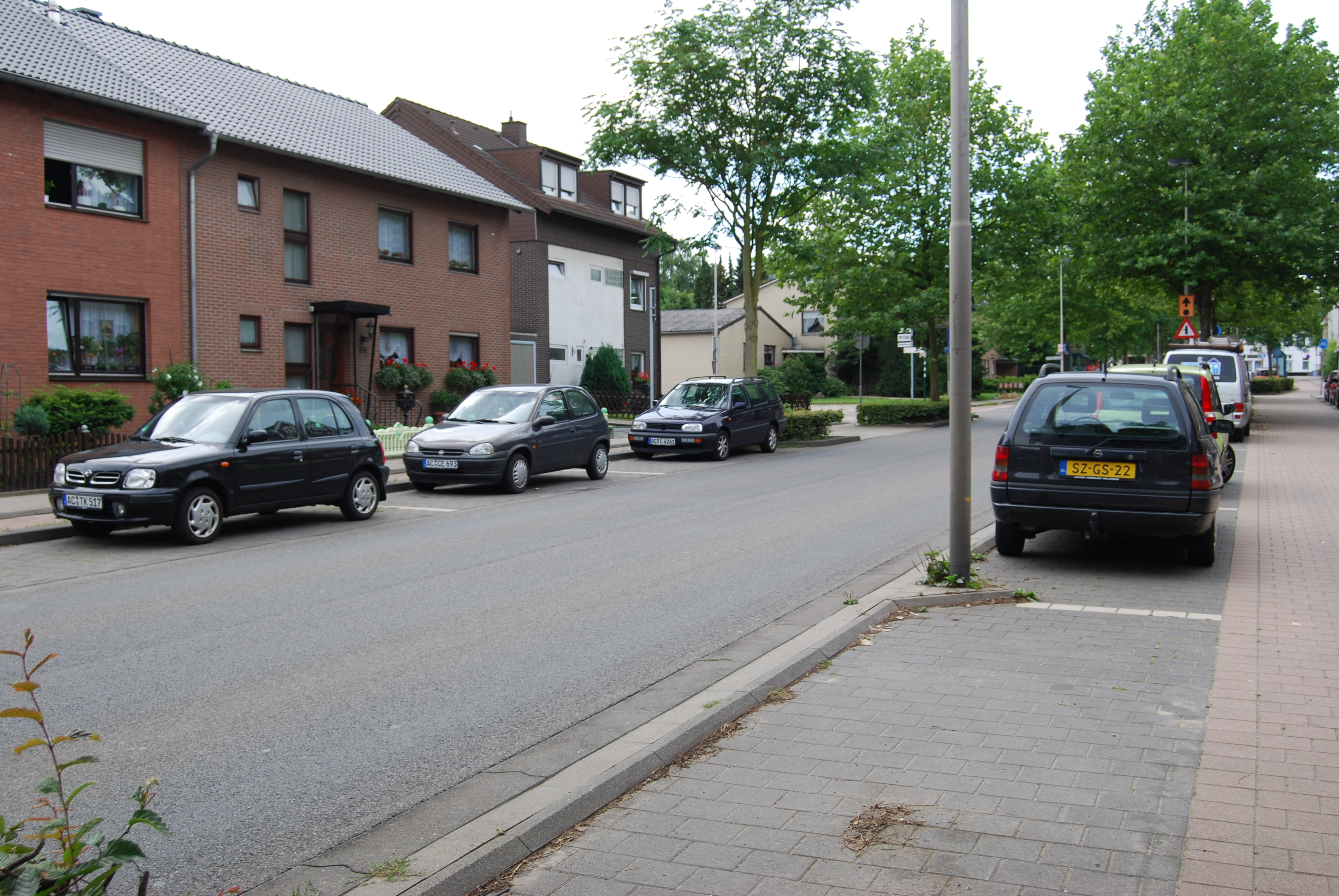
Auf der linken Seite sieht man die Neustraße in Herzogenrath, Deutschland, auf der rechten Seite die Nieuwstraat in Kerkrade, Niederlande.

Die Neustraße in Herzogenrath bzw. Nieuwstraat in Kerkrade teilt die seit über 800 Jahren zusammengewachsenen Städte und bildet gleichzeitig die Staatsgrenze zwischen Deutschland und den Niederlanden. Bis zur Liberalisierung des Grenzverkehrs war sie ein Zentrum niederländisch-deutschen Grenzschmuggels. Erst nach jahrzehntelangen Protesten der Bevölkerung wurde auf ein Grenzhindernis in der Mitte der Straße verzichtet.

## Verlauf
Die Neustraße ist rund zwei Kilometer lang. Sie nimmt ihren Ursprung in der Roermonder Straße, die Aachen mit Herzogenrath verbindet. Die Neustraße führt dem Grenzverlauf beider Länder entsprechend von Süden nach Norden und endet im Eurode Park, der das Eurode Business Center beherbergt.

## Geschichte

### Entstehung der Neustraße
1104 wurden Herzogenrath (Bedeutung etwa: die Rodung des Herzogs) und die Burg Rode (Burg auf der Rodung) erstmals urkundlich erwähnt. Kurz darauf wurde auf dem Gebiet der Rodung eine Kirche gebaut und diese bildete ein zweites Stadtzentrum: Kerkrade, die „Kirche auf der Rodung“. 1282 wurden die inzwischen zusammengewachsenen Siedlungen erstmals gemeinsam als Land von Rode erwähnt. Bereits zu dieser Zeit wurde in dem Gebiet Steinkohle abgebaut und garantierte so den Wohlstand der Region. Die Ländereien und Kohlegruben waren im Besitz der Abtei Rolduc.
Um den Absatz der in den Betrieben geförderten Kohle zu steigern, organisierten die Mönche des Klosters unter Abt Chaineux ab 1760 den Ausbau und die Bepflasterung des regionalen Straßennetzes. Am 25. Januar 1783 reichte der Abt bei den Staten van Limburg en de Landen van Overmaas den Vorschlag ein, auf Kosten der Abtei zwei Heerstraßen im Land von Rode zu bauen, unter der Bedingung, dass ihm das Recht eingeräumt wird, auf diesen Straßen Maut zu erheben. Am 22. Mai 1783 wurde ihm durch kaiserliches Patent eine Genehmigung für den Bau zweier Heerstraßen auf Kosten Rolducs erteilt. Der Straßenabschnitt, der von Pannesheide nach Herzogenrath führte, erhielt den Namen Neustraße.
Am 1. Oktober 1795, nach der französischen Eroberung der Österreichischen Niederlande, wurden Großteile der ehemaligen Landen van Overmaas dem Département Meuse-Inférieure einverleibt, so dass die Neustraße vollständig diesem Département angehörte. Nach dem Sieg über Napoleon in der Völkerschlacht bei Leipzig (1813) akzeptierte der niederländische König Wilhelm I. am 1. August 1814 die Herrschaft über die ehemaligen Österreichischen Niederlande, so dass die gesamte Neustraße samt dem zwischen der Neustraße und der Wurm gelegenen Teil von Kerkrade unter niederländische Herrschaft kam.

### Grenze ohne Grenzer
Als Folge des Wiener Kongresses wurde die Staatsgrenze zwischen Preußen und den Niederlanden neu gezogen. Am 26. Juni 1816 wurde in Aachen zwischen dem preußischen König Friedrich Wilhelm III. und dem niederländischen König Wilhelm I. der neue Grenzverlauf vertraglich geregelt. Das Flüsschen Wurm, das durch die Stadt Herzogenrath/Kerkrade floss und die Neustraße wurden als wichtige Handelswege als neue Grenze gewählt. Demnach sollte die Stadt in zwei Teile geteilt werden. Der östliche Teil sollte als Herzogenrath eine eigenständige Gemeinde Preußens werden, der westliche als Kerkrade weiterhin zu den Niederlanden gehören.

„Also wird der zur rechten Seite der Chaussee belegene Theil von Kerkrade, so wie der ganze auf dem linken Ufer der Worms belegene Theil der Rolducschen Gemeinde Seiner Majestät dem König von Preußen abgetreten. Noch wird der zwischen den Grenzen des Roer-Departements und Rolduc enthaltene Theil der Chaussee demselben Königreich abgetreten, dergestalt, daß besagte Gemeinde mit allen Eigenthums- und Landeshoheits-Rechten dem Königreich Preußen ganz angehöre.“

Die Neustraße war nun offiziell Staatsgrenze und teilte die bisher zusammengehörige Stadt. Es fand auch weiterhin ein reger wirtschaftlicher und kultureller Austausch zwischen den beiden Seiten der Neustraße statt, woran auch die Aufstockung der Zöllner auf 50 Mann an der Neustraße im März 1821 nichts ändern konnte.

### Krieg und Zäune – Die erste sichtbare Teilung der Neustraße
Erst ein Jahr nach Ausbruch des Ersten Weltkrieges ordnete Kaiser Wilhelm II. an, einen Zaun zwischen dem besetzten Belgien und den Niederlanden zu errichten. Zu viele deutsche Soldaten waren über die offene Grenze in die Niederlande desertiert und der Schmuggel geriet außer Kontrolle. In der Neustraße begann das 300 km lange Hindernis, das bald bei der Bevölkerung den Namen Todeszaun erhielt. Auf Befehl des Grenzschutzkommandeurs Major Graf von Faber-Castell vom 1. Juli 1915 wurde der Zaun über die gesamte Länge mit 2000 Volt unter Strom gesetzt. Der Grenzabschnitt zwischen Herzogenrath und Kerkrade wurde selbst nicht unter Strom gesetzt. Zum ersten Mal war die ehemals gemeinsame Stadt durch ein Hindernis geteilt worden. 1916 wurde ein zweiter Zaun auf der Seite Kerkrades gezogen, um deutsche Schmuggler aufzuhalten. 1918 wurden beide Zäune zunächst entfernt und durch Grenzsteine ersetzt, die die Grenze nur noch markierten. Während zuvor aber die gesamte Neustraße deutsches Gebiet war, wurde die Grenze auf Anordnung der französischen Besatzung nun in die Mitte der Straße verlegt.
Bereits 1923 entstanden Streitigkeiten beider Länder um den genauen Verlauf der Grenze in der Neustraße. Nachdem der Disput nicht beigelegt werden konnte, wurde eine niederländisch-deutsche Kommission eingesetzt, die den genauen Grenzverlauf klären sollte; in der Kommission saßen unter anderem auch die Bürgermeister der Städte Herzogenrath und Kerkrade. Am 29. November 1930 gelangte sie zu dem Ergebnis, dass die Straße zur Gänze zu Deutschland gehöre. Am Schmugglerproblem änderte dies aber nichts. Die Zöllner verweigerten den Schießbefehl bei Kindern, weswegen der Schmuggel zu einer beliebten Tätigkeit der anwohnenden Kinder avancierte. Das Zollamt reagierte mit der öffentlichen Bekanntmachung, dass der Schmuggel für die Kinder nicht nur das Fernbleiben von der Schule bedeute, sondern auch gesundheitliche Folgen haben könne: Die am Körper getragenen Fleischwaren würden schnell verderben und der Kaffee die Haut der Kinder in der Art färben, dass sie nachhaltig schwarz bleiben würde.
Im nationalsozialistischen Deutschland übernahm die Gestapo die Kontrolle über die Grenze an der Neustraße und bezog ein eigenes Gebäude. Da der Schießbefehl nun wieder strikt durchgesetzt wurde, kamen der Schmuggel und der grenzüberschreitende Austausch zwischen den Städten zum Erliegen. Im Zuge des Baus des Westwalls wurde die Neustraße 1938 wieder in der Mitte durch einen Zaun getrennt. Nach der Besetzung der Niederlande am 10. Mai 1940 wurde der Zaun nicht abgerissen, die Stadt blieb geteilt und von verschiedenen Verwaltungen regiert.

### Die Neustraße als Schmugglerzentrum nach dem Zweiten Weltkrieg

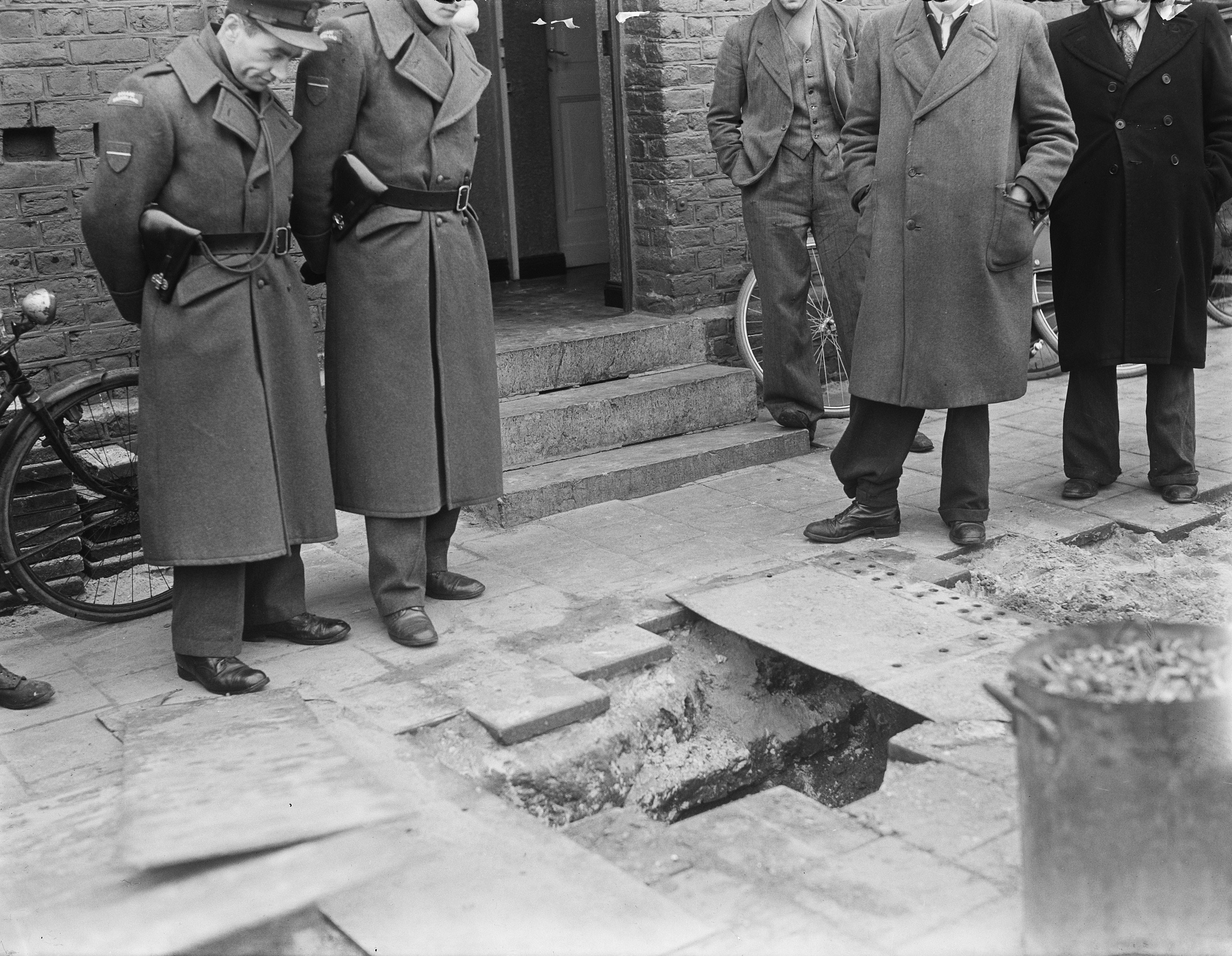
Zöllner beim Schmugglertunnel in der Neustraße (1950)

Nach der Befreiung Kerkrades rissen die Bewohner den Zaun ein, die Alliierten errichteten aber umgehend einen 2,30 m hohen neuen Zaun. Am 23. April 1949 setzte die niederländische Seite eine Grenzkorrektur durch, indem sie den Zaun auf der deutschen Seite neu errichtete. Ohne Vertrag wurde so die gesamte Neustraße zu niederländischem Gebiet. Der seit dem Ende des Krieges wieder erstarkte Schmuggel in der Neustraße sollte unter Kontrolle gebracht werden. Schon die erste Fronleichnamsprozession nach dem Krieg am 8. Juli ging als Schmugglerprozession in die Geschichte ein. Zahlreiche Kerkrader nutzten sie, um ihren Verwandten und Freunden Päckchen zuzustecken. Allein 1947 wurden 6878 deutsche Kinder von niederländischen Zöllnern aufgegriffen und über die Grenze zurückgeschickt. Das gelang nur mäßig. Vor allem Kinder spielten auf beiden Seiten des Zaunes miteinander, indem sie sich Bälle über das Hindernis warfen. Erst langsam entdeckten die Behörden, dass viele dieser Bälle mit Schmuggelware gefüllte Ballons oder Socken waren, die die Kinder nach Erhalt schnell austauschten. Geschmuggelt wurde, was in die Ballons passte, meist Kaffeebohnen.
1950 tat sich mitten auf dem Bürgersteig der Nieuwstraat ein tiefes Loch auf. Zunächst glaubte man an eine Unterspülung. Bald stellte sich jedoch heraus, dass von einem trockengelegten Brunnen ein Tunnel unter der gesamten Straße gegraben worden war. Der Tunnel hatte einen Durchmesser zwischen 60 und 80 Zentimeter und eine Länge von über 60 Metern. Diese Schmugglerroute konnte nie ihrer Bestimmung dienen, da der Weg schlicht falsch berechnet worden war. Statt in der angepeilten Wohnung auf der niederländischen Seite zu landen, hatten die Tunnelbauer zu früh nach oben gegraben. Obwohl klar war, dass der Zielpunkt das Haus eines Kerkrader Bergmanns war und vielen Bewohnern auf beiden Seiten der Neustraße die Identitäten der Schmuggler vermutlich bekannt waren, wurde niemals einer der Tunnelbauer entdeckt oder inhaftiert. Der Schmuggel nahm in so hohem Maße zu, dass der gesamte Raum Aachen als das Loch im Westen oder die Aachener Kaffeefront bekannt war. Der Alliierte Kontrollrat verbot in der Folge sämtliche Grenzübertritte für Zuid-Limburg außerhalb der Stadt Vaals. Die Senkung der Kaffeesteuer im Jahr 1953 und die Unterzeichnung der Römischen Verträge entspannten die Situation und führten zu einem starken Rückgang des Schmuggels.

### Grenz- und Finanzierungsschwierigkeiten

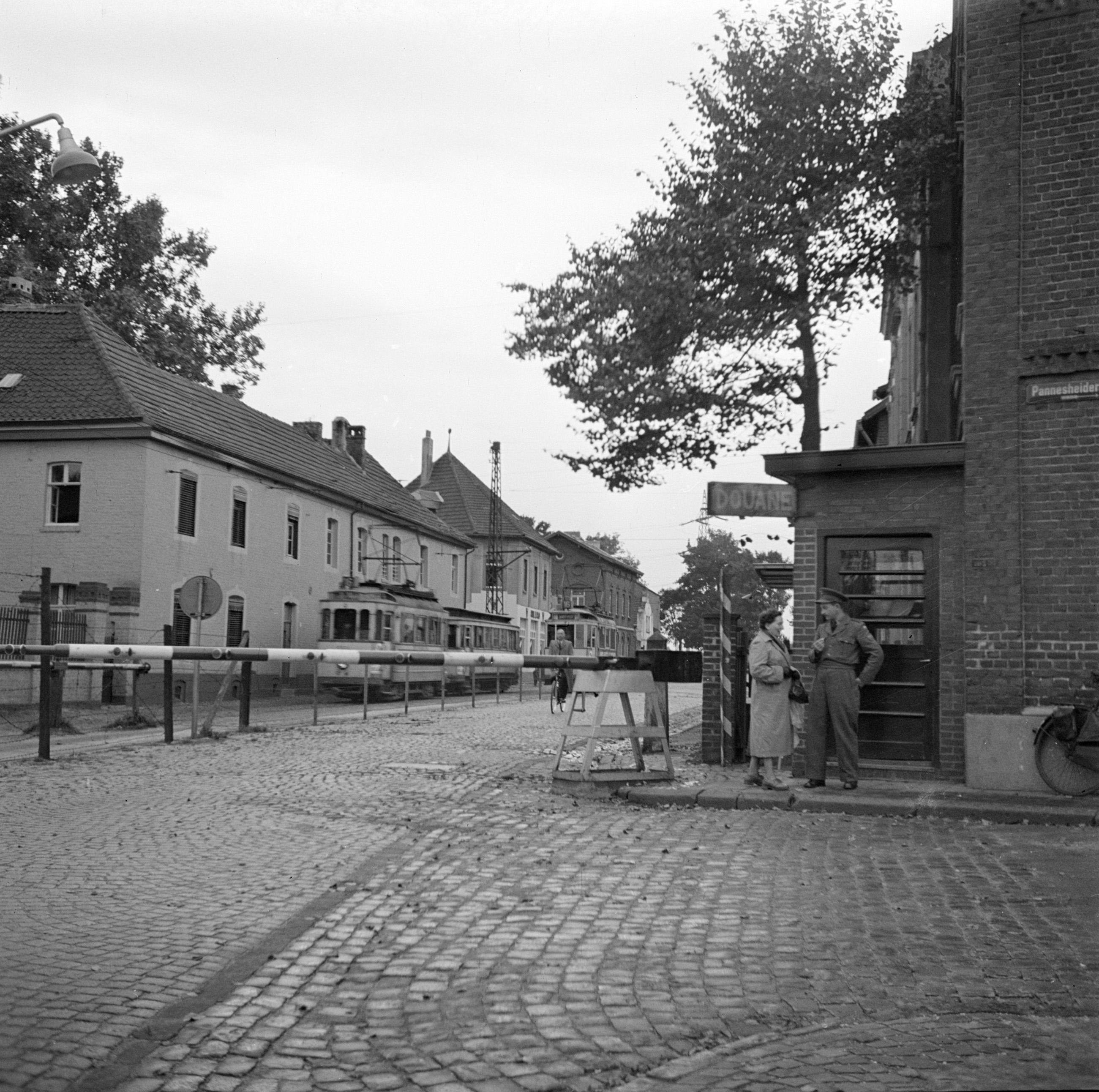
Das Zollhaus beim Grenzübergang in der Neustraße (1952)

Die Bewohner der beiden Städte betrachteten den Zaun als Missstand und kooperierten so weit wie möglich. Am 7. Februar 1954 zog ein Festzug zu Ehren einer goldenen Hochzeit durch Kerkrade. Da öffentliche Musik auf niederländischer Seite sonntags vor 13 Uhr streng verboten war, blieb die dem Zug vorausgehende Kapelle still. Als der Zug die Neustraße erreichte, tauchte aber auf deutscher Seite die Musikkapelle Herzogenrather Kapelle Straß 1880 e. V. auf und begleitete die Feiergäste musikalisch. Die Feuerwehren und Rettungsdienste beider Städte unterstützten sich gegenseitig bei Einsätzen. 1954 boten die niederländischen Behörden eine Erneuerung des Zaunes unter deutscher Kostenbeteiligung an. Das Angebot wurde zurückgewiesen. Die Stadt Herzogenrath hoffte noch auf eine Rücknahme der Annexionen und den ersatzlosen Abriss des Zauns.

„Verhältnisse, wie sie sich in mehr als 150 Jahren entwickelt haben, sind willkürlich auseinander gerissen worden. Die jetzigen Zustände sind unhaltbar. Diese Ansicht vertritt auch die holländische Bevölkerung, die mit den Einwohnern von Herzogenrath größtenteils verwandt oder verschwägert ist.“

Erst als 1957 Deutschland und die Niederlande in der EWG vereint waren, beschlossen die Verantwortlichen beider Städte eine Reduzierung des Zauns auf nur noch 1,20 Meter Höhe. In dem Vertrag zwischen der Bundesrepublik Deutschland und dem Königreich der Niederlande zur Regelung von Grenzfragen vom 8. April 1960 beschlossen die beiden Länder eine erneute Teilung der Straße und ein gemeinsam zu errichtendes Grenzhindernis. Die gemeinsame Finanzierung des Projektes aber bereitete Schwierigkeiten. Durch den neuen Grenzverlauf war die Neustraße bis auf einen kleinen Streifen offiziell zu niederländischem Gebiet geworden. Herzogenrath war damit seiner wichtigsten Straßenverbindung nach Aachen beraubt und sah sich gezwungen die Straße auf deutscher Seite zu verbreitern. Die Kosten für den Neubau inklusive der Mauer wollte die Stadt aber nicht tragen, da sie die notwendigen Arbeiten als unmittelbare Folge des Zweiten Weltkrieges betrachtete und die Kosten damit das Land Nordrhein-Westfalen und der Bund tragen müssten.
Am 1. April 1965 veröffentlichte die Aachener Volkszeitung einen folgenschweren Artikel. Unter dem Titel Land Roda ohne Grenzen wurde berichtet, dass Herzogenrath und Kerkrade zusammenarbeiten und sich zu der ersten Europastadt vereinen würden und der Grenzzaun in der Neustraße umgehend eingerissen werde. Die Meldung war ein Aprilscherz, löste aber ungewöhnlich heftige Reaktionen aus. Bürger beider Städte forderten die Umsetzung der im Artikel angekündigten Veränderungen. Auch die Stadtverwaltung Herzogenraths warnte 1965 den Oberkreisdirektoren, dass der Zaun bei der Bevölkerung „erhebliche Unruhe und Unwillen hervorgerufen“ habe und dringend eine Lösung gefunden werden müsse. Der Autor des Artikels, Theo Kutsch, informierte den damaligen Außenminister Gerhard Schröder, den Präsidenten der Europäischen Wirtschaftsgemeinschaft Walter Hallstein über die Reaktionen der Bürger und forderte eine Überwindung der Grenzen. Für sein Engagement wurde Kutsch am 28. November 2001 die Ehren-Medaille der Europastadt Eurode für das Jahr 2001 verliehen. Auf niederländischer Seite beschloss man bereits im Dezember 1966 nicht mehr auf die deutsche Entscheidung zu warten, sondern begann mit eigenen Plänen zur Beseitigung des Zaunes. Die Bewohner Herzogenraths protestierten gegen die schleppende Zuständigkeitsfrage, den Zaun als Ganzes und die fehlenden Möglichkeiten des Grenzübertrittes. Der Bürgermeister Herzogenraths Josef Rütten wandte sich in dieser Frage ohne Erfolg an den damaligen nordrhein-westfälischen Ministerpräsidenten Heinz Kühn. Wirkungsvoller waren die Bemühungen der Landtagsabgeordneten Anna Klöcker, die direkt dem deutschen Finanzminister Franz Josef Strauß schrieb. Dieser erklärte, er wolle sich für die Neustraße starkmachen und schaltete den deutschen Innenminister Paul Lücke ein. Neben den Durchgängen sollte auch endlich die Finanzierung der Straße geklärt werden.

### Bis zum Abriss der Mauer

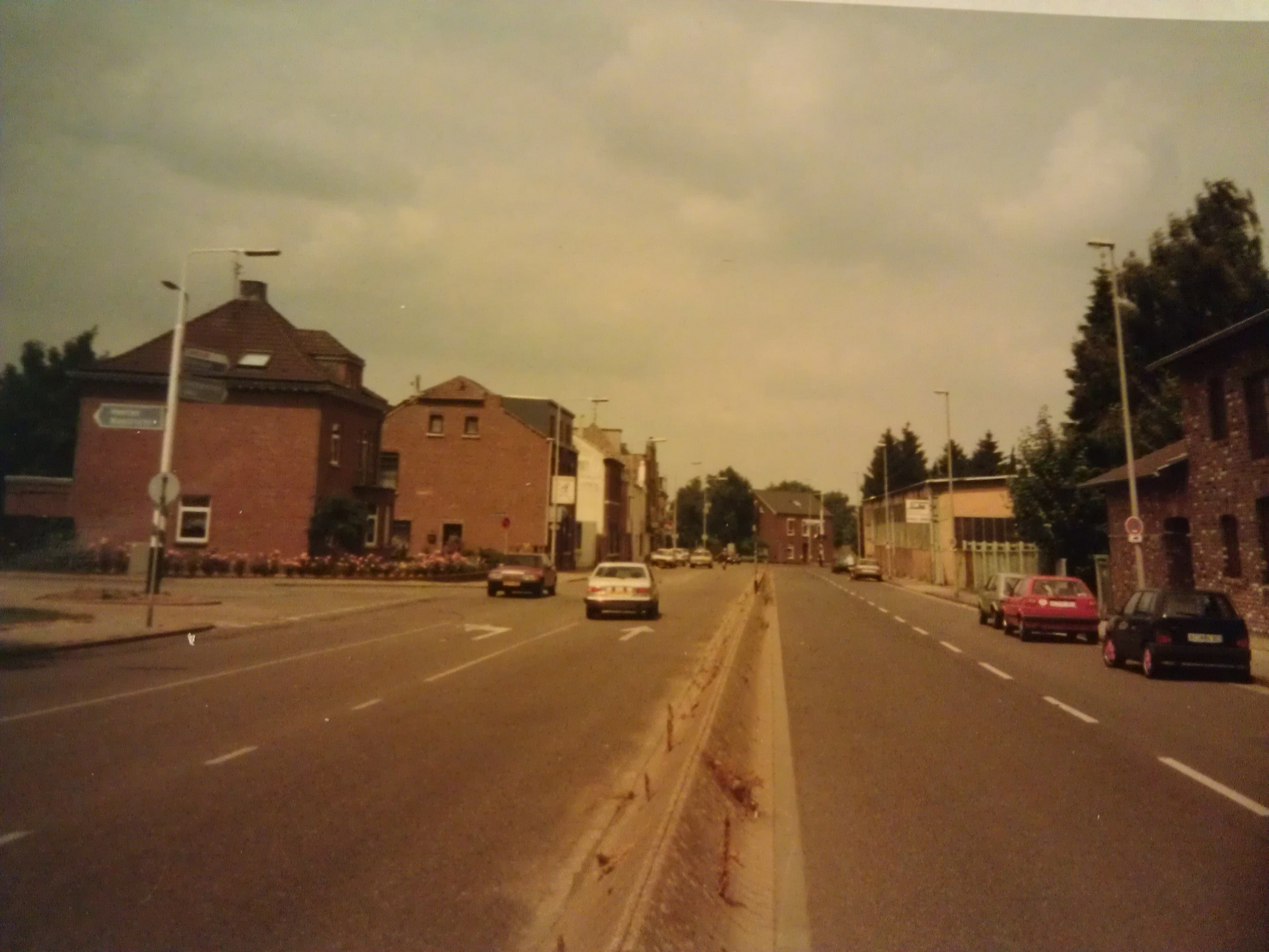
Die Nieuwstraat (links) und die Neustraße (rechts) mit dem Mäuerchen auf der Grenzlinie (1993)

Nach dem Eingreifen der deutschen Bundesminister wurden die Kosten von Bund und Land übernommen, der Zaun 1968 gänzlich eingerissen und 1970 durch ein 35 Zentimeter hohes Mäuerchen auf dem Mittelstreifen der Neustraße ersetzt. Der Abriss entwickelte sich zu einem Volksfest und der damalige Kerkrader Bürgermeister Theo Gijsen entfernte persönlich die ersten Grenzpfähle. Bürgermeister Rütten und der Regierungspräsident des Regierungsbezirks Aachen, Efferts, sprachen sich bei dieser Gelegenheit generell gegen eine Grenzmarkierung zwischen den befreundeten Städten aus. Für Radfahrer und Fußgänger wurden Übergänge in die Mauer geschlagen. Bewohner beider Städte konnten sich nun wieder ohne größere Mühen begegnen, auch wenn ein Überqueren der Mauer mit einer Strafe von 10 DM belegt wurde.
1978 geriet die Neustraße europaweit in die Schlagzeilen, als die bewaffneten RAF-Terroristen Rolf Heißler und Adelheid Schulz am 1. November über die Mauer flohen und dabei das Feuer auf vier niederländische Zollbeamte eröffneten. Die Beamten Jan Goemans und Dyon de Jong wurden, bereits am Boden liegend, durch Nahschüsse ermordet. Die beiden Terroristen konnten zunächst entkommen. Heute erinnert eine in den Boden eingelassene Gedenkplakette an dieses Ereignis.

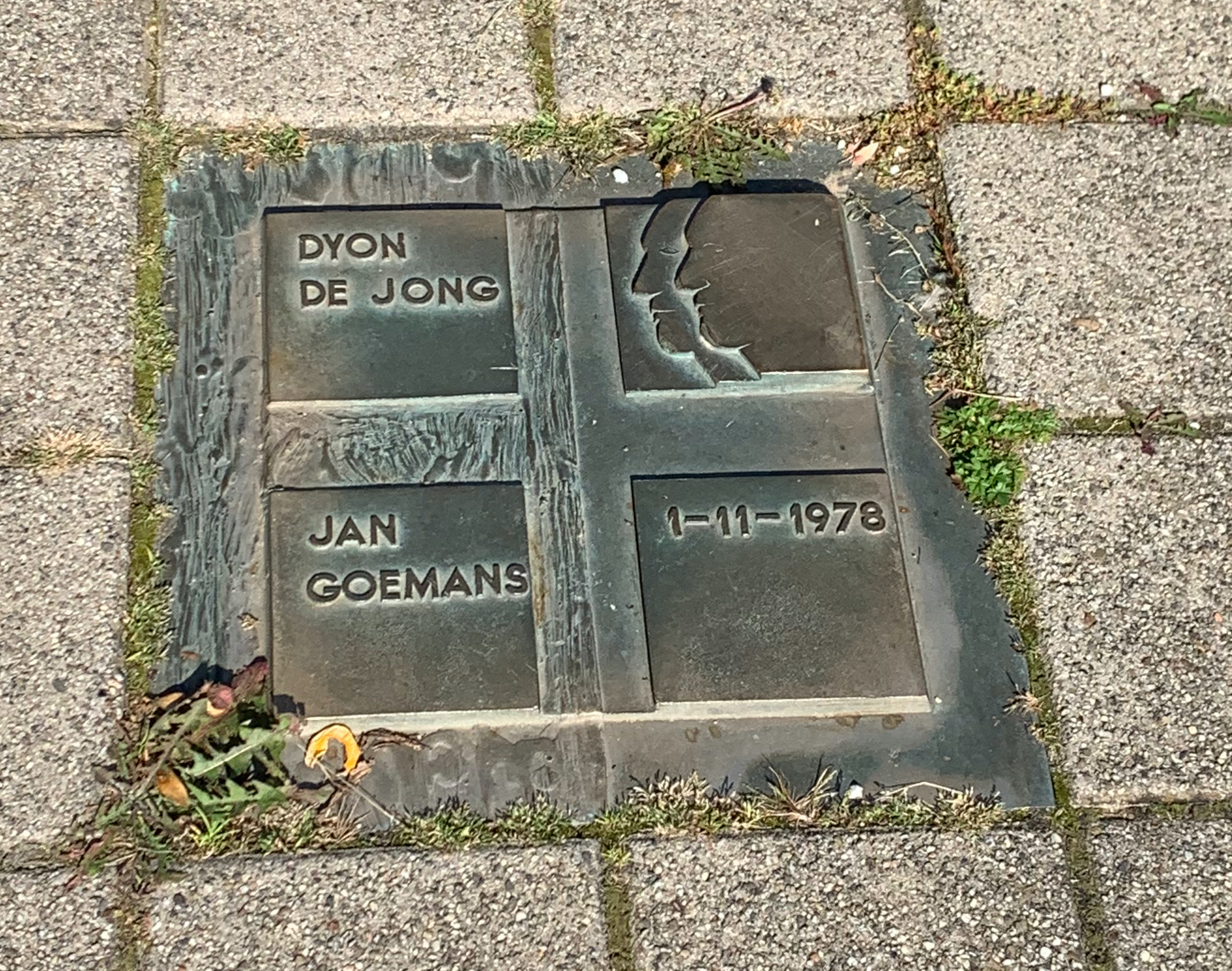
Gedenkplakette auf der Neustraße zur Erinnerung an die durch die RAF ermordeten niederländischen Zollbeamten

Trotz der langen Trennung waren die Bürger beider Städte noch eng miteinander verbunden. Sie teilten dieselbe Mundart, dieselbe Geschichte und waren in vielen Fällen auch verwandtschaftlich miteinander verbunden. Gegen Ende der 1980er Jahre mehrten sich die Forderungen der Bürger nach einer Liberalisierung der Grenze und einem Abriss der Mauer. Die Stadtverwaltungen beider Gemeinden unterstützten diese Bestrebungen. Die Anwohner der Straße schlossen sich 1989 zu diesem Zweck zu der Arbeitsgemeinschaft Neustraße zusammen. Im Oktober desselben Jahres sprachen sich beide Gemeindeverwaltungen bei den jeweiligen Außenministern für eine vollständige Beseitigung der Mauer aus. Weil das Schengener Durchführungsübereinkommen aber noch nicht unterzeichnet war, wurde der Stadt Herzogenrath zunächst eine Absage erteilt.

### Mauerabriss und Kooperation seit 1991

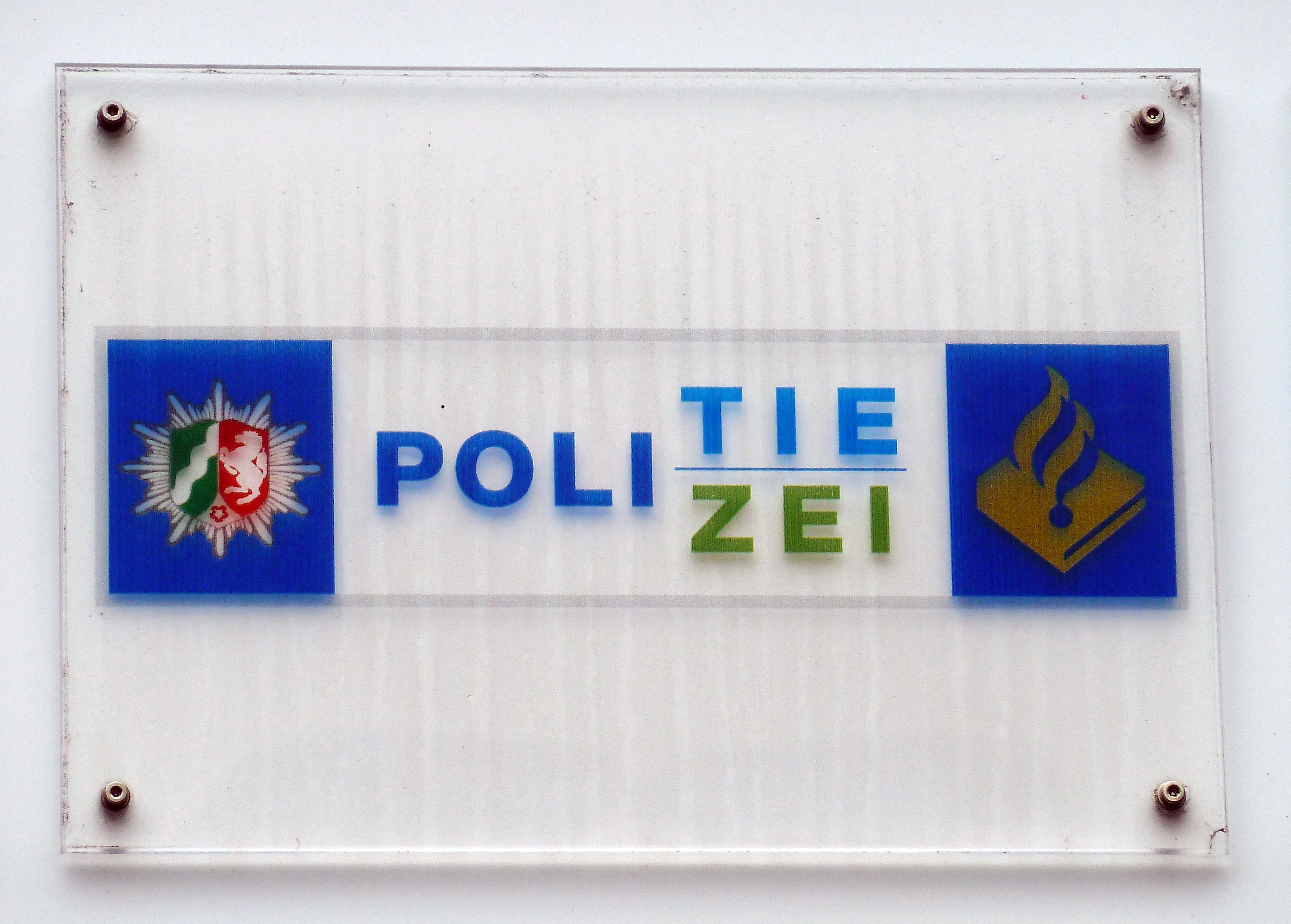
Gemeinsames Logo der niederländischen und deutschen Polizei

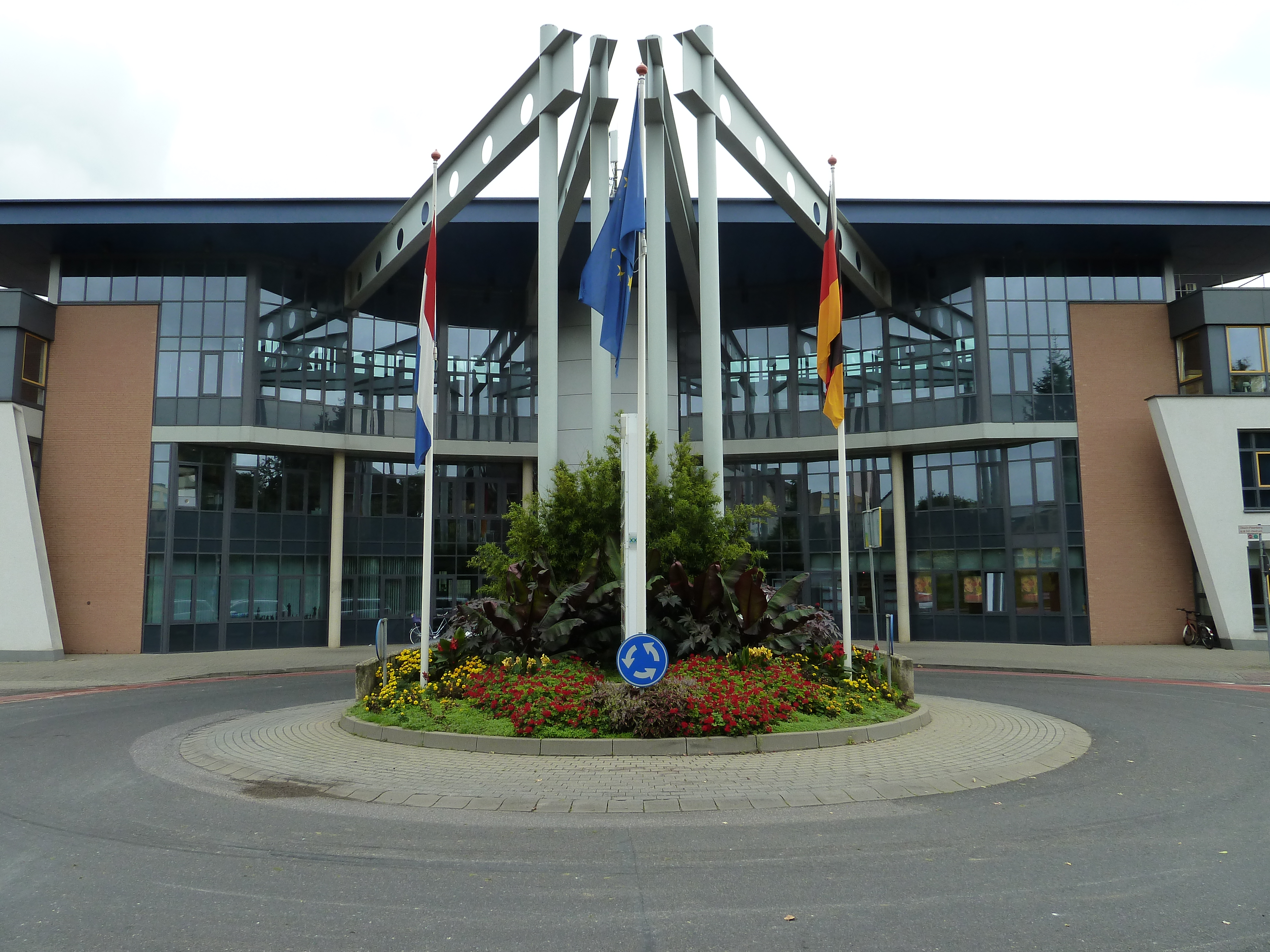
Das Eurode Business Center am Ende der Neustraße

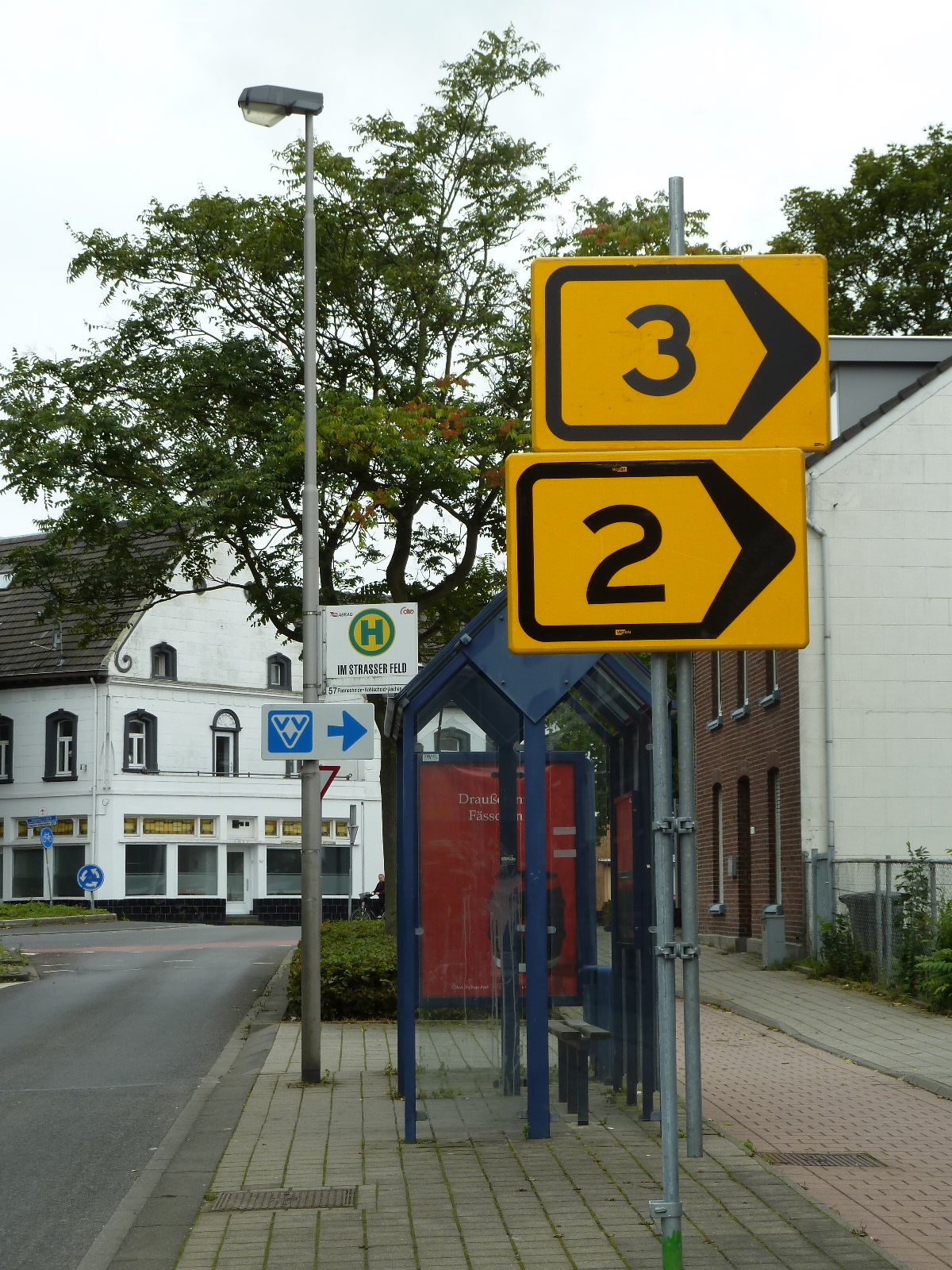
Niederländische Straßenschilder und deutsche Bushaltestelle in der Neustraße

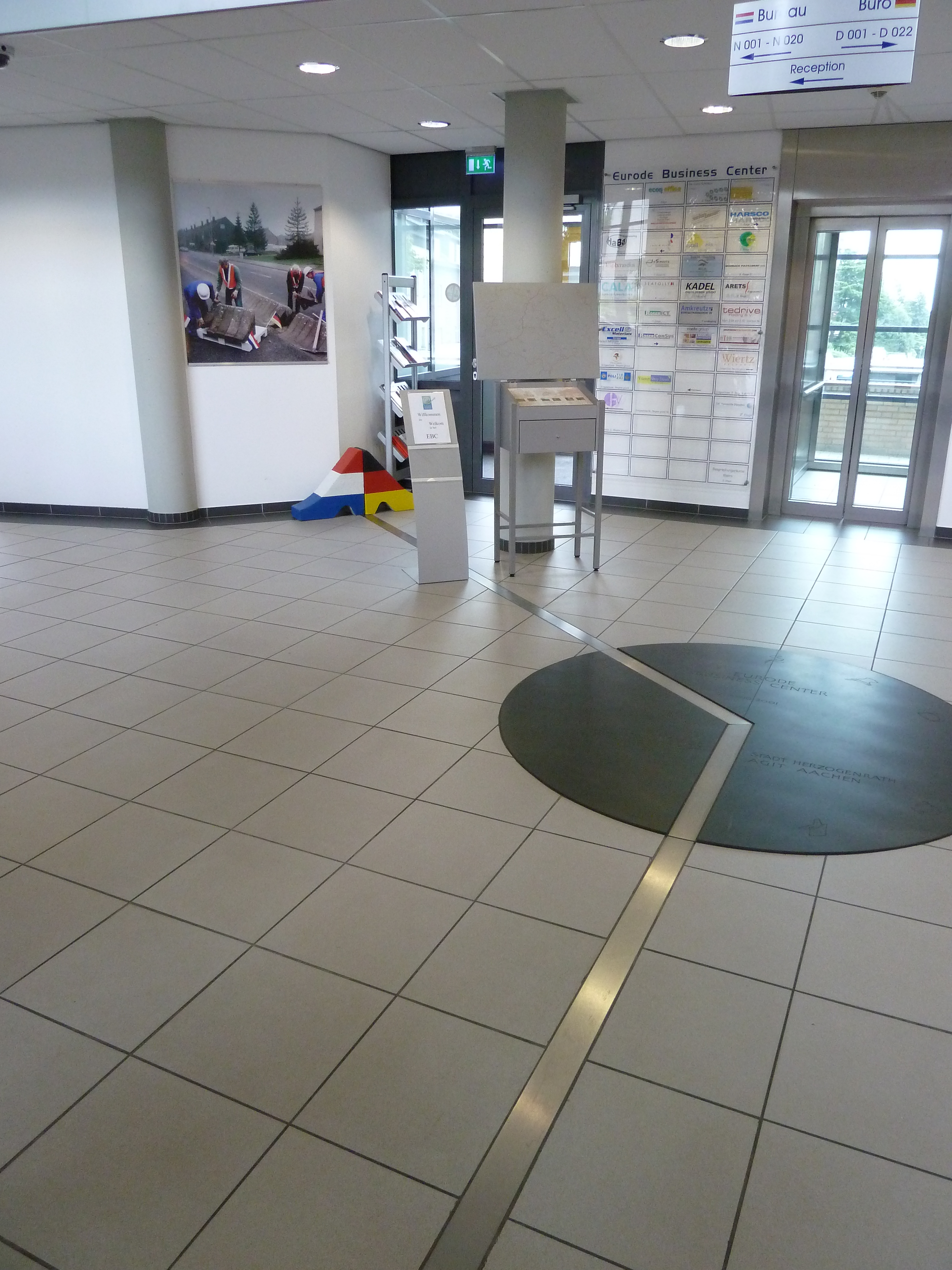
Markierung der Staatsgrenze im Eurode Business Center

1991 beschlossen Herzogenrath und Kerkrade, sich im Verbund Eurode als erste europäische Modellgemeinde zusammenzuschließen. Die Neustraße wurde als „erste europäische Straße“ deklariert und ein Abriss der Mauer als dringlichste Aufgabe gewertet. 1993 wurde sie entfernt und ein gemeinsamer Umbau der Neustraße begonnen. Als dieser zwei Jahre später beendet war, feierten beide Städte ein zweitägiges Fest zur Einweihung der gemeinsamen Straße. Sowohl der damalige Außenminister der Niederlande Hans van Mierlo als auch sein damaliger deutscher Amtskollege Klaus Kinkel waren anwesend und würdigten die freundschaftlichen Bemühungen der beiden Gemeinden. Klaus Kinkel bemerkte zu der langen Geschichte der Neustraße:

„Die Geschichte der Neustraße oder Nieuwstraat beginnt vor 800 Jahren. Über Jahrhunderte tat sie, wozu sie angelegt wurde – Verbindungen schaffen, Menschen zueinander bringen. Erst 1816, nach dem Wiener Kongress, wurde sie zur Grenze. Aber auch danach haben die Bürger diese Straße zur wirtschaftlichen Verflechtung beider Staaten genutzt – durch Schmuggel. Heute übergeben wir die Neustraße ihrer europäischen Bestimmung. Der Name Eurode verweist gleichermaßen auf die lange gemeinsame Vergangenheit von Kerkrade und Herzogenrath wie auf ihre gemeinsame europäische Zukunft.“

Hans van Mierlo bezeichnete den Abriss der Mauer als „Legitimierung europäischen Ungehorsams“. Schon immer hätten sich die Menschen beider Städte über die Gesetze hinweggesetzt, um zu kooperieren. Die Neustraße sei das erste Beispiel einer Grenze, die von den Bewohnern „einfach weggedacht“ worden sei. Noch am Tag der Feierlichkeiten gingen erstmals ein deutscher und ein niederländischer Polizist auf der Neustraße gemeinsam auf Streife. Anderthalb Meter der Mauer wurden als Mahnmal belassen und nicht abgerissen.
Der Verkehr wird in der Neustraße gemeinsam geregelt. Auch auf deutscher Seite werden die kostengünstigeren niederländischen Verkehrsschilder genutzt, auf niederländischer Seite befindet sich eine Bushaltestelle (Linie 34) der deutschen ASEAG.
Im Jahr 2000 wurde auf dem Gebiet beider Staaten das Eurode Business Center am Rande der Neustraße gebaut. Hier befindet sich auch eine gemeinsame Polizeistation der niederländischen und der deutschen Polizei, die aus rechtlichen Gründen als Servicepunkt der Polizei deklariert ist. Gemeinsam arbeiten sie hier in beiden Städten – die Teeküche befindet sich auf niederländischem, die Toilette auf deutschem Gebiet.

## Steinkohlenbergwerk Domaniale
Unmittelbar an der Neustraße gelegen, befand sich bis 1969 der Eingang zum Bergwerk „Staatsmijn Domaniale“, der ältesten Kohlegrube im Limburger Steinkohlerevier, in deren Umgebung schon seit dem frühen 12. Jahrhundert durch die Mönche des Klosters Rolduc Steinkohle abgebaut wurde.
Während der französischen Besetzung der Rheinlande wurde die Grube 1793 verstaatlicht und erhielt den Namen Mines Domaniales. Infolge der Festlegung der Grenzziehung zwischen den Niederlanden und Preußen durch den Vertrag vom 26. Juni 1816 ging die Grube mit allen Schächten und Stollen in niederländischen Besitz über. Das unterirdische Grubengebäude erstreckte sich weit auf preußisches Territorium bis zur Wurm. Dies hatte zur Folge, dass unterhalb des preußischen Staatsgebietes Steinkohle nach niederländischem Bergrecht abgebaut wurde. Die fehlende Koordination der Abbaumaßnahmen zwischen den Gruben Domaniale und Gruben im Wurm-Revier führten gelegentlich zu Durchbrüchen und Problemen mit der Wasserhaltung.
Während der belgischen Revolution 1830 bis 1839 war die Grube neun Jahre in belgischem Besitz und aufgrund von Misswirtschaft dem Niedergang nahe. Eine erneute wirtschaftliche Blüte erreichte die Grube erst durch Investitionen in neue Schachtanlagen und durch den Anschluss an das preußische und belgische Eisenbahnnetz durch die Aachen-Maastrichter Eisenbahn-Gesellschaft im Jahr 1871.
Durch den Bau des Grenzzaunes in der Neustraße im Ersten Weltkrieg konnte der Haupteingang zur Schachtanlage Willem I/II nicht mehr benutzt und musste verlegt werden. Bis zum Ende des Ersten Weltkriegs verlief die Staatsgrenze direkt an der Gebäudewand. Die niederländischen Bergleute erweiterten sie über die Grenze hinaus mit einem Erker. Einziger Zweck dieses grenzüberschreitenden Erkers war die Installation eines Telefones, um günstiger mit den Verwandten und Freunden in Deutschland telefonieren zu können. 1969 wurde das Bergwerk wegen zu hoher Kosten geschlossen.

## Die Straßenbahn in der Neustraße
Bis zum Ende des 19. Jahrhunderts wurde die Kohle aus der Domaniale durch Pferdefuhrwerke abtransportiert. Seit 1899 war das Gebiet Herzogenrath mit Strom versorgt. Das für die Elektrizitätsversorgung verantwortliche Unternehmen REKA eröffnete am 28. Mai 1902 die Straßenbahnstrecke Kohlscheid-Herzogenrath, die durch die Neustraße geführt wurde. Wegen des hohen Güterverkehrs wurde die Strecke zwischen Kohlscheid und Pannesheide zweigleisig ausgebaut. Weil die Linie in Kerkrade zweimal die Grenze passierte, wurde am 22. März 1909 eine Verordnung zur Erleichterung der Zollrevision erlassen. Zollpflichtige Gegenstände wurden an der ersten Zollstation eingeschlossen und bei dem zweiten Übergang durch die Zöllner wieder geöffnet. Am 12. August 1918 wurde der Straßenbahnbetrieb wegen Personalmangels eingestellt. 1919 wurde er wieder aufgenommen. In der Neustraße sah man sich nun aber vor dem Problem, dass der Zaun auf Anweisung der französischen Besatzung nun in der Mitte der Neustraße aufgestellt wurde. Die Straßenbahn hielt nun genau an der Grenze und war künftig nur von einer Seite zu betreten. Ab 1942 gehörte die Strecke zur ASEAG.
Im Zuge der Umstellung von Straßenbahn- auf Busbetrieb wurde die durch die Neustraße führende, von den Linien 16 und H bediente Strecke nördlich der Haltestelle Pannesheide am 23. November 1959 stillgelegt. Der die Neustraße nur noch am Südende berührende verbliebene Abschnitt von Pannesheide bis Aachen folgte am 24. Oktober 1960.

## Sport-Arena Herzogenrath-Kerkrade
Radsportbegeisterte Finanzleute aus der Region fassten den Plan, an der verkehrsreichen Neustraße eine große Radrennbahn aus Holz zu erbauen. Im Sommer 1932 wurden die Bauarbeiten begonnen. Die Kosten beliefen sich auf 60.000 Reichsmark, geplant wurde sie vom damals renommiertesten Architekten von Radrennbahnen, Clemens Schürmann aus Münster. Mit einer Länge von 200 Metern und Plätzen für 6000 Zuschauer war sie die zweitgrößte offene Holzradrennbahn Deutschlands. Im April wurde unter großer internationaler Beteiligung das erste Rennen gestartet. Noch Ende des Jahres wurde sie erstmals für eine nationalsozialistische Kundgebung genutzt. 1934 wurde ein Gesetz verabschiedet, das Rennen mit mehr als 30 Prozent Teilnehmer ausländischer Herkunft verbot. Das Interesse des benachbarten Auslands begann zu schwinden, und die Bahn warf bald keinen Gewinn mehr ab. Seit 1940 fanden keine Rennen mehr statt. Vor dem Einmarsch der Wehrmacht im Mai 1940 wurde die Rennbahn als geheimer Sammelpunkt für den Aufmarsch der deutschen Soldaten genutzt. Nach Kriegsende begannen die Bewohner der beiden Städte die Planken abzumontieren und als Brennholz zu verwenden, bis die Stadt 1952 die übrig gebliebenen Reste abreißen ließ. An das Gebäude erinnert heute noch der Name einer Querstraße der Neustraße: An der Rennbahn.

## Skulptur der Brüderlichkeit

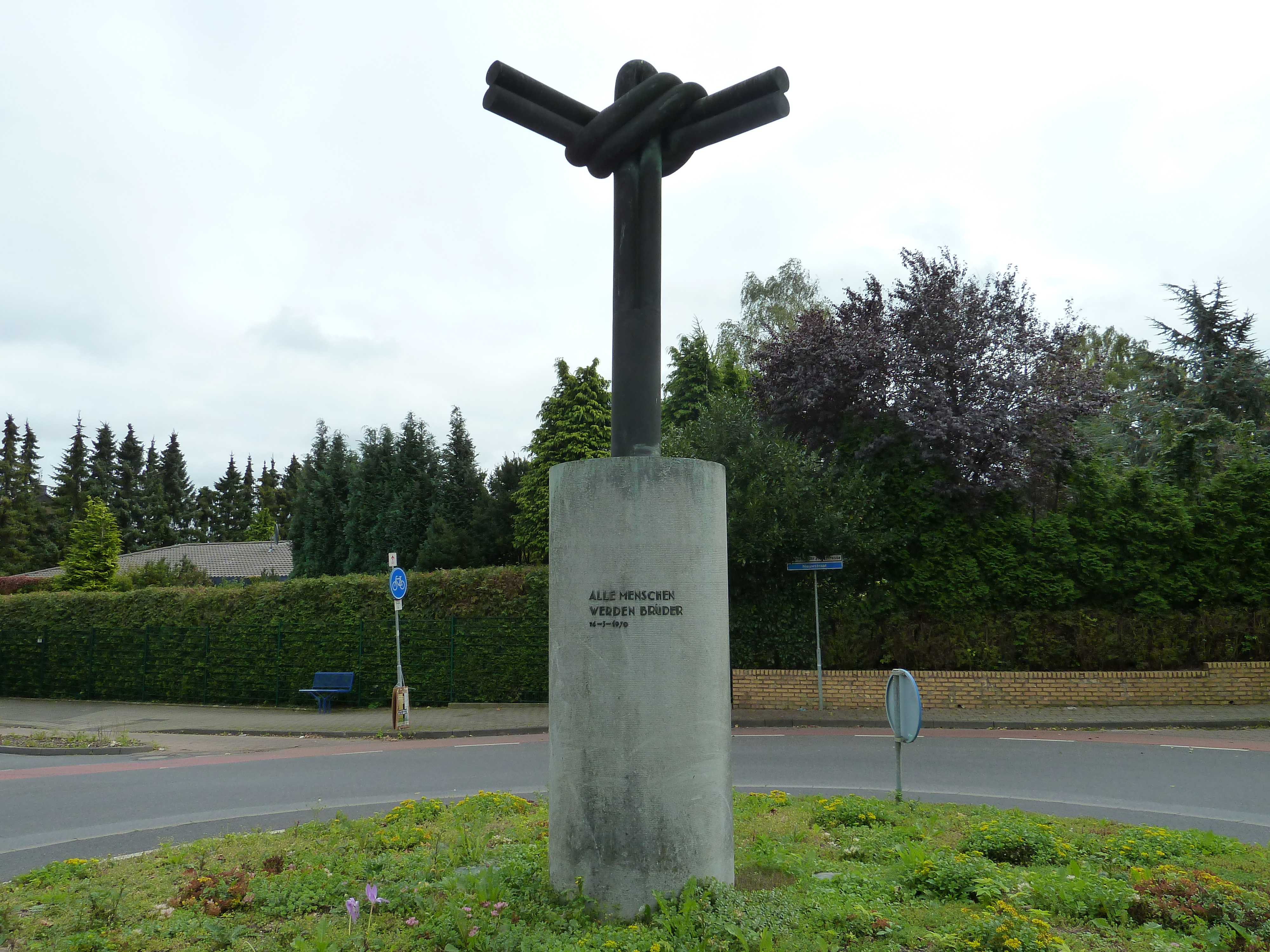
Skulptur der Brüderlichkeit

Anlässlich der Einweihung der umgebauten Neustraße 1970 wurde das Denkmal Skulptur der Brüderlichkeit eingeweiht. Im Volksmund wird es nur D’r Knub oder der Knöpp genannt. Die Skulptur zeigt in sich verschlungen nach Norden und Süden und soll die Verbundenheit der beiden Städte darstellen. Der japanisch-amerikanische Bildhauer und Architekt Shinkichi Tajiri wurde mit der Realisierung beauftragt. Auf dem Sockel sind die deutsche Inschrift „Alle Menschen werden Brüder“ und das Einweihungsdatum „24. März 1970“ eingetragen.